# Portumnus
Portumnus is een geslacht van strandkrabben.

## Soortenlijst
- Portumnus latipes (Pennant, 1777) - Breedpootzwemkrab
- Portumnus lysianassa (Herbst, 1801)

## Galerij

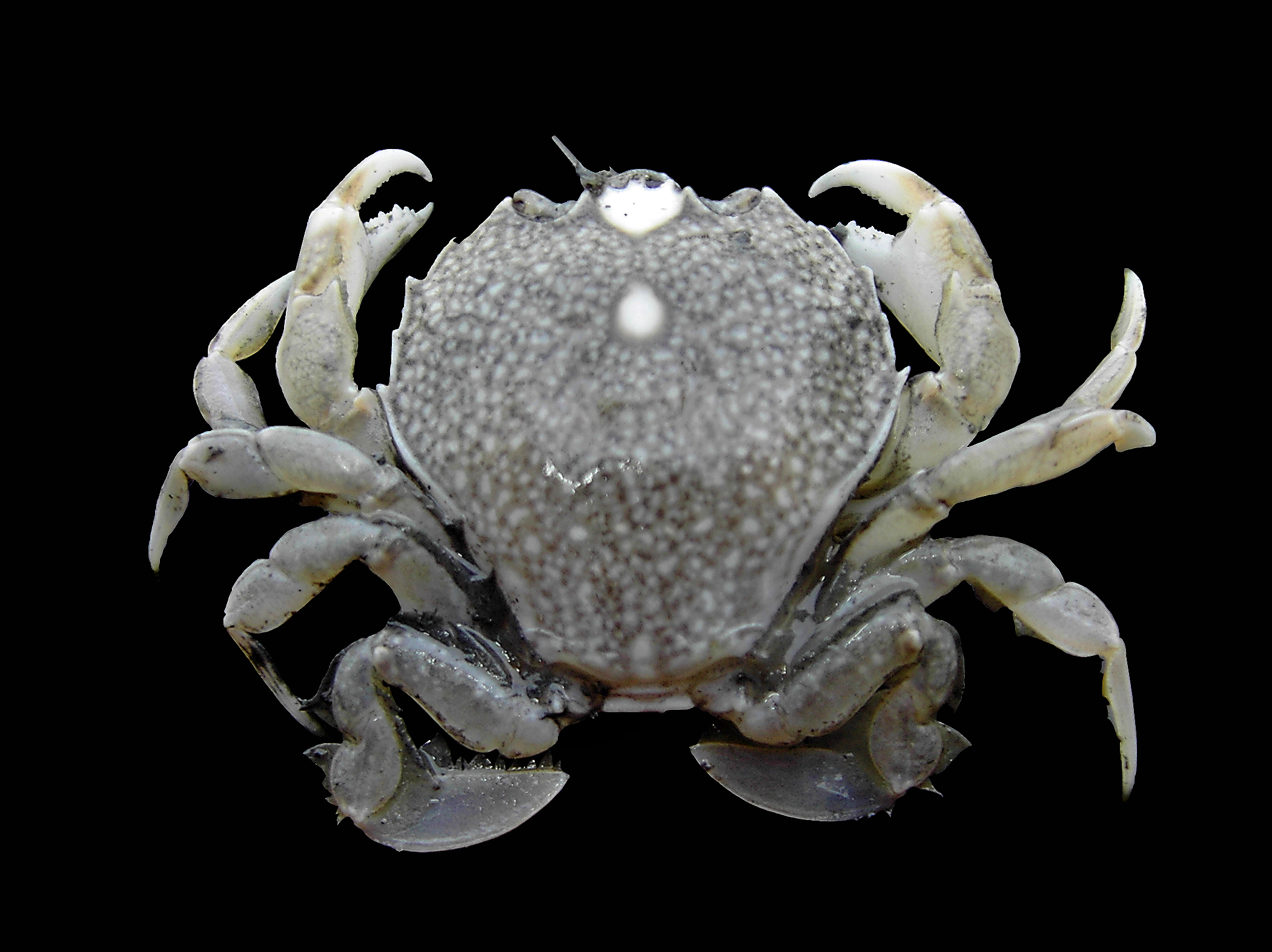
Portumnus latipes